# Tio (Siglé)
Pour les articles homonymes, voir Tio.
Ne doit pas être confondu avec Tio (Ténado).
Tio est une commune située dans le département de Siglé de la province de Boulkiemdé dans la région du Centre-Ouest au Burkina Faso.

## Éducation et santé
Le centre de soins le plus proche de Tio est le centre de santé et de promotion sociale (CSPS) de Siglé.